# Liste des stations de radio en Égypte
Cet article présente la liste des radios diffusées en Égypte.
La Radio en Égypte serait composée en 2008 de 42 radios en AM, 22 en FM et une en ondes courtes.

## Histoire
La radiodiffusion en Égypte aurait débuté en 1925. La radio d'État nait en mai 1934. L'ensemble des radios est nationalisé en 1947. Une loi est promulguée le 23 juillet 1949 pour organiser la radiodiffusion.
En 1953 Nasser crée Radio Le Caire et la Voix des arabes, diffusées hors d'Égypte à destination des populations arabes et du reste de l'Afrique,.
En 1970 l'État réuni la radio et la télévision publiques au sein de l'Union de la radio et de la télévision égyptienne. En 1981 la radio d'État est réorganisée en plusieurs pôles. Les années 2000 voient le développement de la FM. En 2003 deux stations privées égyptiennes apparaissent: Nogoum FM et Nile FM. Des webradios se développent aussi, comme Radio Horytna en 2007,,.

## Liste des radios

### Radios publiques
Les radios étatiques font partie de l'Union de la radio et de la télévision égyptienne, organisme sous la tutelle directe du ministère égyptien de l'information.
Elles sont réparties en 9 réseaux (2010), dont,:
- El Bernameg Al Aam (Programme général).
- Sawt al arab (Voix des arabe).
  - Sawt al arab (Voix des arabes)
  - Sout Falasteen (Voix de la Palestine)
  - Iza'at Wadi Al-Neil (Radio vallée du Nil; destinée aux soudanais se trouvant dans la vallée du Nil[9],[10],[11]).
- Al-Sharq Al-Awsat (Radio Moyen-Orient).
- El-Quran El-Karim (Radio Coran).
- Al-Shabab Wal Riyadah (Radio de la jeunesse et des sports).
- Shabkat Al-Ezaat Al Mahlia (radios régionales)
  - Iza'at Al-Iskandaryah(Radio Alexandrie, née en 1954)
  - Al-Kahera Al-Kobra (Radio Grand Caire, née en 1981).
- Al-Thakafia (Réseau culturel)
  - Al-Bernameg Al-Orobi (Programme européen)
  - El Bernameg Al Thekafy (Programme culturel).
- Al Ezaat Al Motakhasesa (Réseau thématique).

### Radios privées
(juin 2016).
Elles sont de deux types(en 2010):
- Radios FM :
  - Nogoum FM Écoutez ici
  - Nile FM[12]. Écoutez ici
  - Radio Masr Écoutez ici
  - Goal fm Écoutez ici
- Webradios :
  - Radio Horytna (« Notre Liberté »)  Ecoutez ici
  - Banat Wa Bass(« Pour les filles seulement »)
  - Radio Mahatet Masr (« La gare de l’Egypte »)[13].Ecoutez ici
  - Radio Tamer Hosni   Écoutez ici
  - Radio Tram Ecoutez ici
  - Capital Club Radio Écoutez ici
  - Radio 2sm3 (Ecoutez en arabe)  Écoutez ici
  - Radio Masr El-Gdida (مصر الجديدة)  Ecoutez ici
  - Hona Al Qahera (Ici le Caire)  Écoutez ici
  - Radio Tar2a3a (راديو طرقعة)  Écoutez ici
  - Sound of Sakia Radio (راديو صوت الساقية)  Écoutez ici
  - Nile valley radio 105   Écoutez ici
  - GR8Tunes  Écoutez ici
  - Egonair   Écoutez ici
  - Radio Banha   Écoutez ici
  - Diab FM Écoutez ici